# Kreuzkirche (Wittekindsberg)

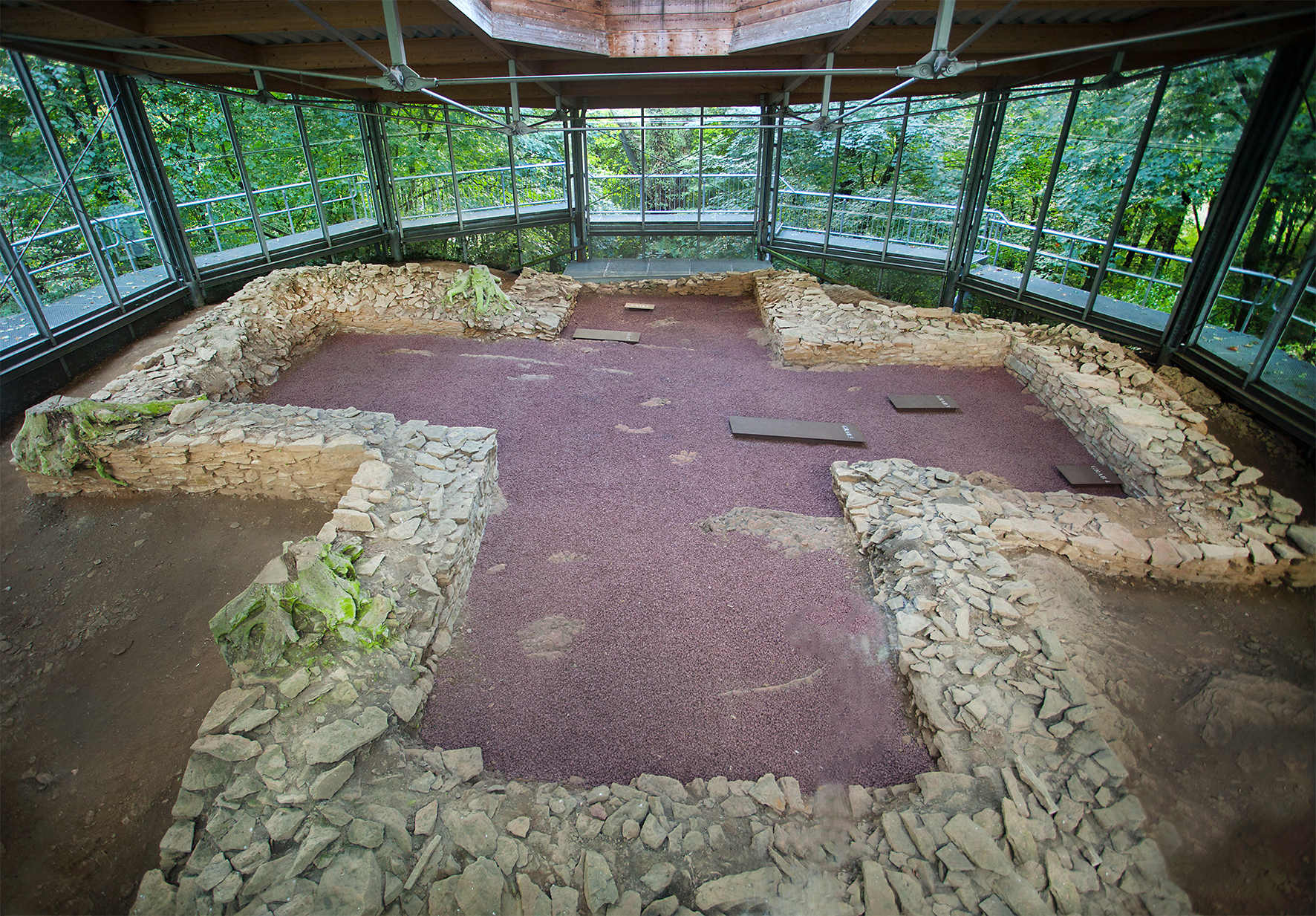
Reste der Kreuzkirche im Schutzpavillon

Die Kreuzkirche auf dem Wittekindsberg (im Übergangsbereich zum Häverstädter Berg) nahe der Porta Westfalica ist ein in den Jahren 1996/97 von der LWL-Archäologie für Westfalen im Areal der Wittekindsburg ausgegrabener Kirchenbau. Die Fläche der Kreuzkirche liegt in der Gemarkung Häverstädt im Stadtgebiet von Minden.
Es handelt sich um mit Lehmmörtel gebundene Fundament- und Mauerreste eines Zentralbaues, der ins 10. Jahrhundert datiert wird. Der Grundriss in Form eines griechischen Kreuzes ist absolut symmetrisch und etwa 14 m lang wie breit. Vier quadratische Räume (4 × 4 m) sind um einen ebenfalls 4 × 4 m großen Zentralraum angeordnet. Im südlichen und westlichen Innenraum der Kirche wurden die Reste von fünf Gräbern freigelegt. Es handelt sich um ein Frauen- und vier Kindergräber. Der Name der Familie und ihr Stand sind nicht bekannt. Der Bauherr der Kreuzkirche ist ebenfalls nicht bekannt. Es wird jedoch vermutet, dass es Bischof Milo von Minden (von 969 bis 996 n. Chr.) war.
Aus dem 10. bzw. 11. Jahrhundert sind nur vier weitere direkt vergleichbare Bauwerke bekannt (St.-Laurentius-Basilika in Prag-Vyšehrad, St. Salvator in Krakau, Kapelle westlich der Klosterkirche in Schuttern und Heilig-Kreuz-Kapelle in Trier). Bis auf die Kirche in Trier ist von diesen Bauwerken nichts mehr zu sehen. Daher ist das Bodendenkmal innerhalb der Wittekindsburg eine baugeschichtliche und historische Rarität in Europa.

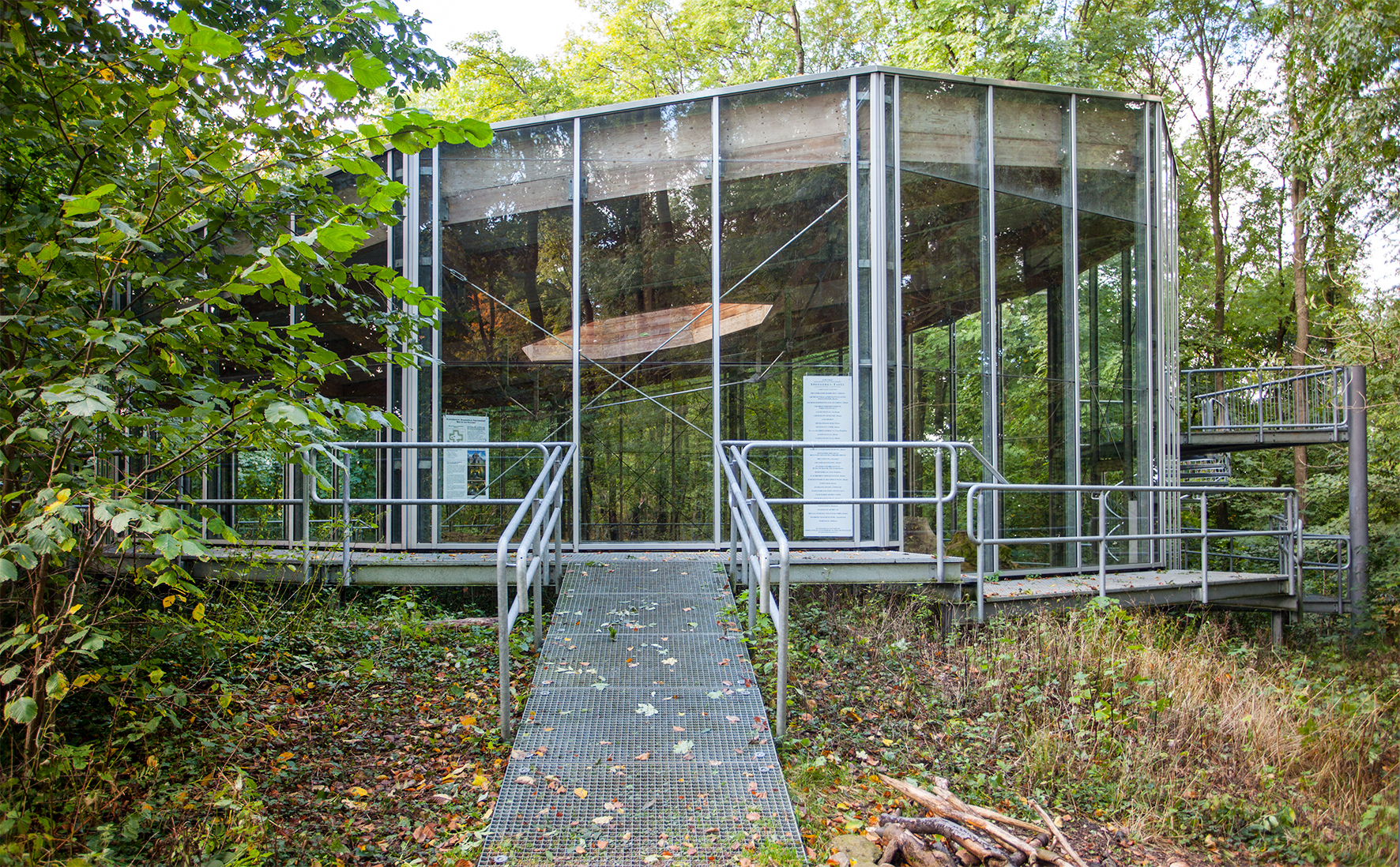
Schutzpavillon der Kreuzkirche

Um die freigelegten Fundamente sichtbar zu erhalten, wurde von der Gesellschaft zur Förderung der Archäologie in Ostwestfalen e. V. in den Jahren 2000 bis 2003 ein gläserner Schutzbau errichtet. Die Gesellschaft sammelte annähernd 200.000 € an Spendengeldern bei der heimischen Wirtschaft und bei den Bürgern der Region. Hinzu kamen noch erhebliche Sachleistungen von Dritten und eine Förderung von 70.000 € durch die Nordrhein-Westfalen-Stiftung Naturschutz, Heimat- und Kulturpflege. Der Schutzbau darf nur zu Wartungszwecken betreten werden. Alleinige Eigentümerin des Grundstücks und des Schutzbaus ist die Gesellschaft zur Förderung der Archäologie in Ostwestfalen e. V. 